# Miralia alternans
Miralia alternans — вид змій родини гомалопсових (Homalopsidae). Мешкає в Південно-Східній Азії. Це єдиний представник монотипового роду Miralia. Умовно отруйна змія (реальної небезпеки для людини не становить). 

## Поширення і екологія
Miralia alternans мешкають на островах Ява, Суматра, Банка, Белітунг і Калімантан в Індонезії і Малайзії. Вони живуть в тропічних лісах, поблизу воджно-болотних угідь.